# 文第士街
文第士街 (葡萄牙語：Rua de Silva Mendes) 是澳門望德堂區東北部的其中一條街道，它的西南端由士多鳥拜斯大馬路近飛良韶街起,向東北延展,沿途巴士度街、高士德大馬路、文第士巷、雅廉訪大馬路和文第士圍相交, 到鮑思高街和美副將大馬路相交界止。長440米，闊約5米。原名為龍田村街。

## 名稱由來

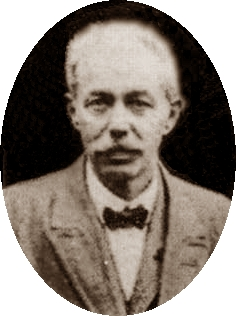
文第士

這條街道的名字「文第士」，是葡萄牙律師和漢字家施利華·文第士 (Manuel da Silva Mendes) 中 () 的粵語譯音。命名於1933年一月二十四日。
文第士出生於葡萄牙波爾圖， 畢業於科英布拉大學法學院，1901携妻來澳門，曾任澳門利宵中學教師， 以及執業律師。他喜歡研究宗教、歷史及藝術，且對中國歷史和藝術及道教文化深有研究。他於1930年逝世。

## 歷史沿革
此街道的位置原位於龍田村， 龍田村在1879年正式被葡萄牙人侵佔後，澳葡政府於1883年開始開闢道路，其中一條稱為「龍田村街」。
早期龍田村街一帶是住宅樓宇， 在1901文第士在龍田村街購買了一些磚瓦居舍。1918年孫中山先生的胞兄孫眉在龍田村街1號興建了一座舊式洋樓， 作為孫中山及其家人的住宿
。1930年8月13日在龍田村街對面的二龍喉公園火藥庫爆炸，此街道一帶及附近的房屋嚴重損毀，其包括國父的住宿，及後澳葡政府向孫中山的兒子及孫科作出賠償，孫科利用賠償金，於1933年，斥資九萬銀元，將其重建成3層高的一座伊斯蘭教摩爾式建築。現時為國父紀念館。
因於文第士以及羅沙達、飛良韶、巴士度等葡商曾購買龍田村土地， 所以當局以他們的名字命名這區的街道；於1933年1月24日，龍田村街改為「文第士街」。

## 沿途地點
- 國父紀念館
- 二龍喉浸信會
- 菩提堂

## 其他同名的街道

### 文第士巷

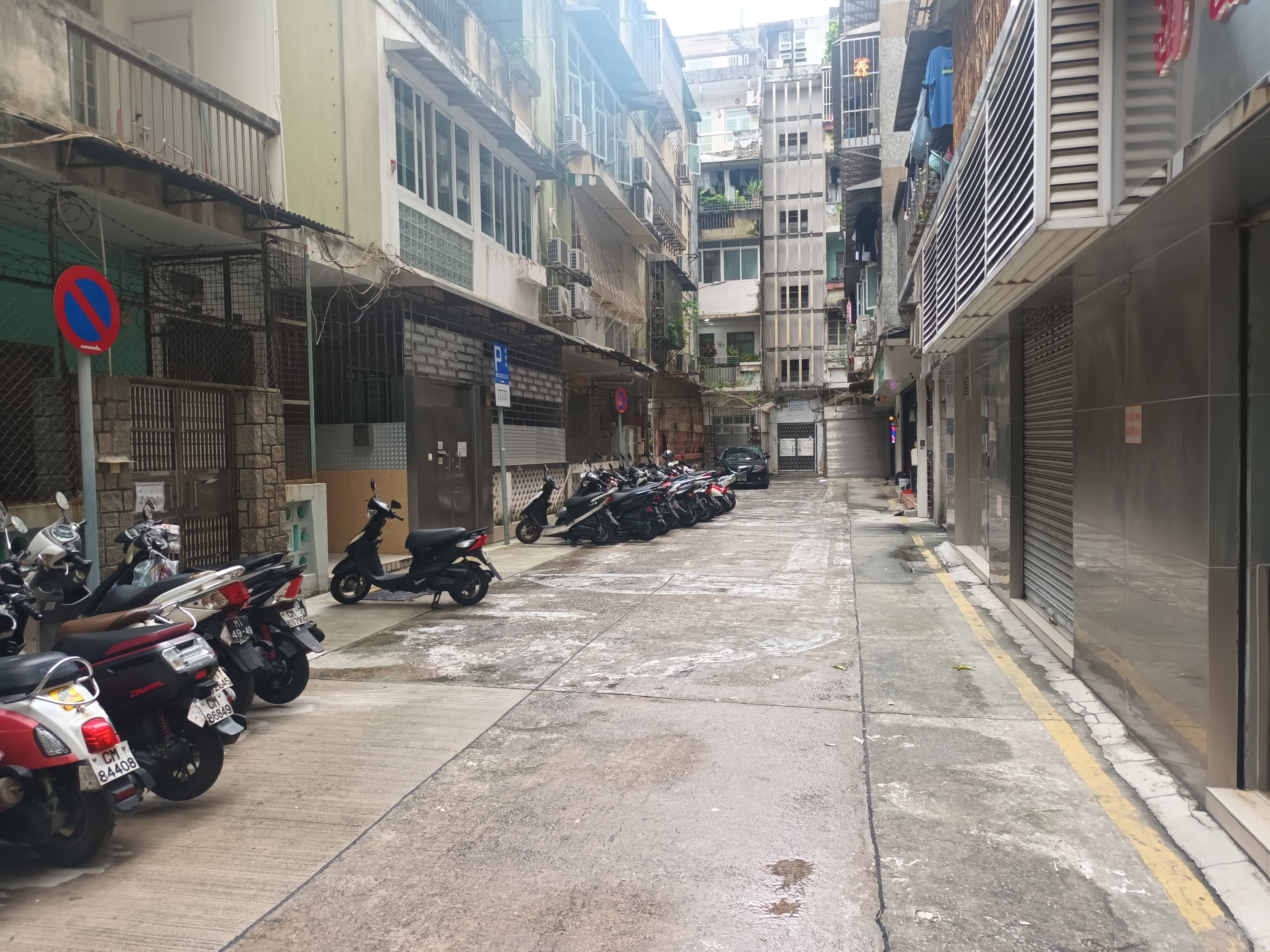
文第士巷

該巷命名於1963年4月4日，是位於文第士街西側的死巷。長約35米，闊約6米。

### 文第士圍

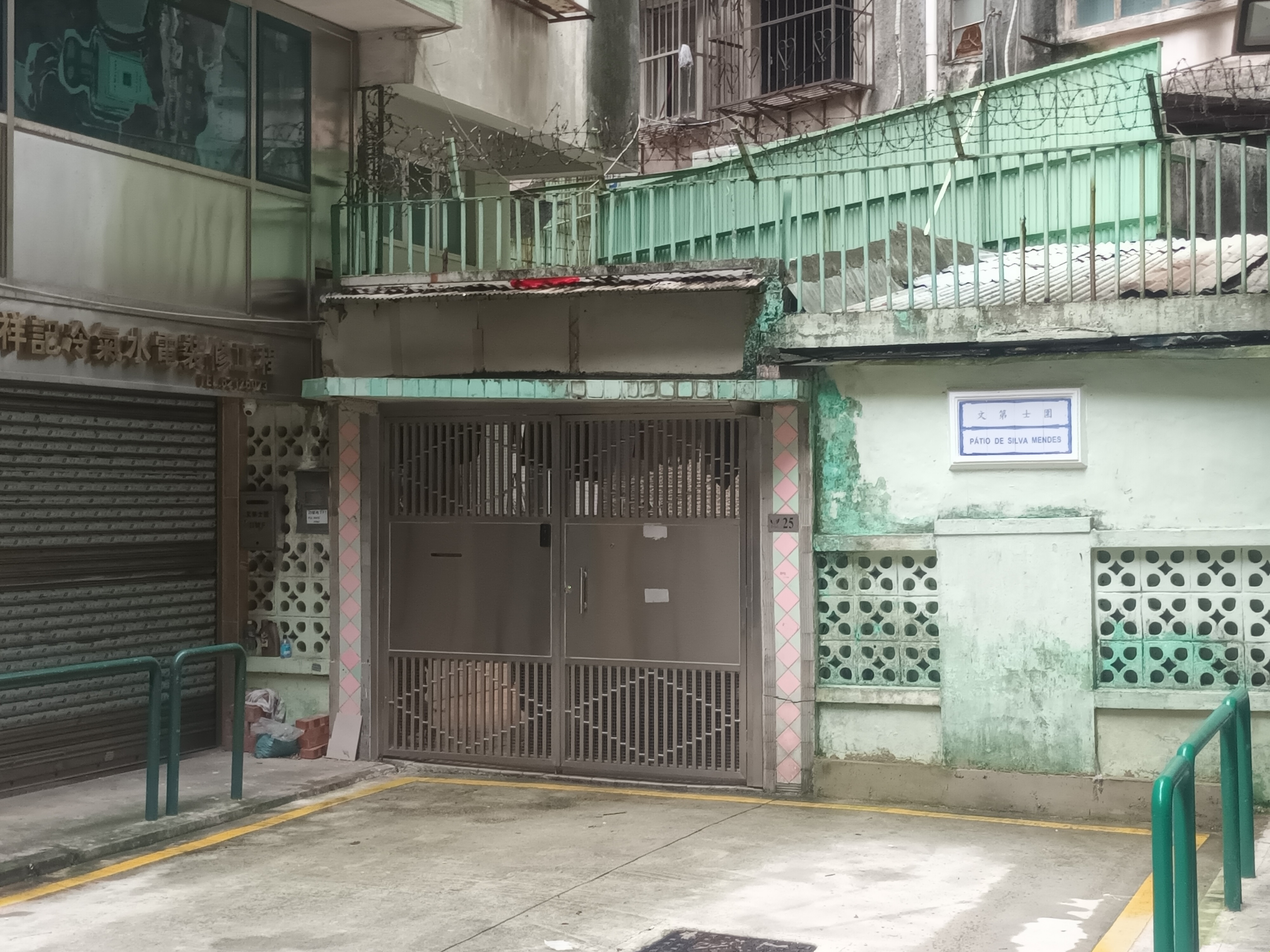
文第士圍

該圍命名於1971年9月7日，是位於文第士街的東側的盡端路。此圍原來的兩段已被私人房屋折斷，而另一段通往士多鳥拜斯大馬路。長約55米，闊5米。

## 備註
1. ↑  由門牌號碼所顯示，那路段應屬於士多鳥拜斯大馬路
2. ↑   註: